# Efua Dorkenoo
Efua Dorkenoo, (Ghana, 6 de septiembre de 1949 – Londres, 18 de octubre de 2014), conocida como Mama Efua, fue una activista ghanesa-británica defensora contra mutilación genital femenina (MGF) que inició el movimiento global para acabar la práctica y trabajó a nivel internacional durante más de 30 años para lograr que la reivindicación dejara de ser un problema sin reconocimiento, a una cuestión clave para los gobiernos alrededor del mundo."

## Biografía
Nació en Costa de Cabo, Ghana en 1949. Fue al instituto Wesley Girls. A los 19 años fue a Londres a estudiar enfermería.
Se graduó en la Escuela de Higiene & Medicina Tropical de Londres. Logró una beca de investigación en la Universidad de la Ciudad de Londres.
Fue enfermera en varios hospitales, incluyendo el Hospital Royal Free. Cuando se formaba como matrona, fue cuando tomó conciencia del impacto de la mutilación genital femenina (MGF) en la vida de las mujeres.
Dorkenoo murió de cáncer en Londres a los 65 años de edad el 18 de octubre de 2014.

## Trayectoria activista
Se unió al grupo internacional Minority Rights y viajó a varios lugares de África para recabar información para elaborar uno de los primeros informes publicados sobre MGF en 1980. En 1983 fundó la Fundación para la Salud de las Mujeres, Investigación y Desarrollo (FORWARD), una ONG británica que apoya a mujeres que han sufrido la MGF e intenta eliminar la práctica.
En 1995 comenzó a trabajar con la Organización Mundial de la Salud (OMS) y allí fue directora en funciones para la salud de las mujeres hasta 2001. Inició y fue la directora del programa "The Girl Generation: Together To End FGM", un programa de marketing social dirigido por población africana para acabar con la MGF que oficialmente se lanzó el 10 de octubre de 2014. Fue también directora y, posteriormente, consejera senior sobre MGF para Equality Now (una organización internacional de derechos humanos). Era amiga de Alice Walker y aconsejó y participó en el documental Warrior Marks (1993) realizado por Walker y Pratibha Parmar y por Gloria Steinem, quien escribió una introducción al libro de Dorkenoo publicado en 1994 Cutting the Rose: Female Genital Mutilation. 

## Premios y reconocimientos
- En 1994, Dorkenoo fue nombrada Agente del Orden del Imperio británico. En 2000, ella y Gloria Steinem recibieron el premio internacional de derechos humanos de Equality Now.[12]
- En 2012, le nombraron becaria honoraria de investigación en la Escuela de Ciencias de la Salud en la Universidad de la Ciudad de Londres,
- En 2013 fue nombrada una de las 100 Mujeres de la BBC.[13]
- El libro de Dorkenoo Cutting the Rose: Female Genital Mutilation (1994) fue seleccionado por un jurado internacional en 2002 como uno de los 100 Libros Mejores de la "África del siglo XX".[14][15]

## Publicaciones
- Cutting The Rose: Female Genital Mutilation the Practice and its Prevention (Minority Rights Group, 1994).
- Report of the First Study Conference of Genital Mutilation of Girls in Europe/ Western World (1993)
- Child Protection and Female Genital Mutilation: Advice for Health, Education, and Social Work Profession (1992)
- Female Genital Mutilation: Proposals for Change (with Scilla Elworthy) (1992)
- Tradition! Tradition: A symbolic story on female genital mutilation (1992)
- As Stella Efua Graham with Scilla McLean (eds), Female Circumcision, Excision, and Infibulation (Minority Rights Group Report 47, 1980)